# Rudná (Slowakei)
Rudná (bis 1927 slowakisch „Rudník“; ungarisch Rudna oder Rozsnyórudna) ist eine Gemeinde im Osten der Slowakei mit 703 Einwohnern (Stand 31. Dezember 2024), die zum Okres Rožňava, einem Teil des Košický kraj, gehört.

## Geographie

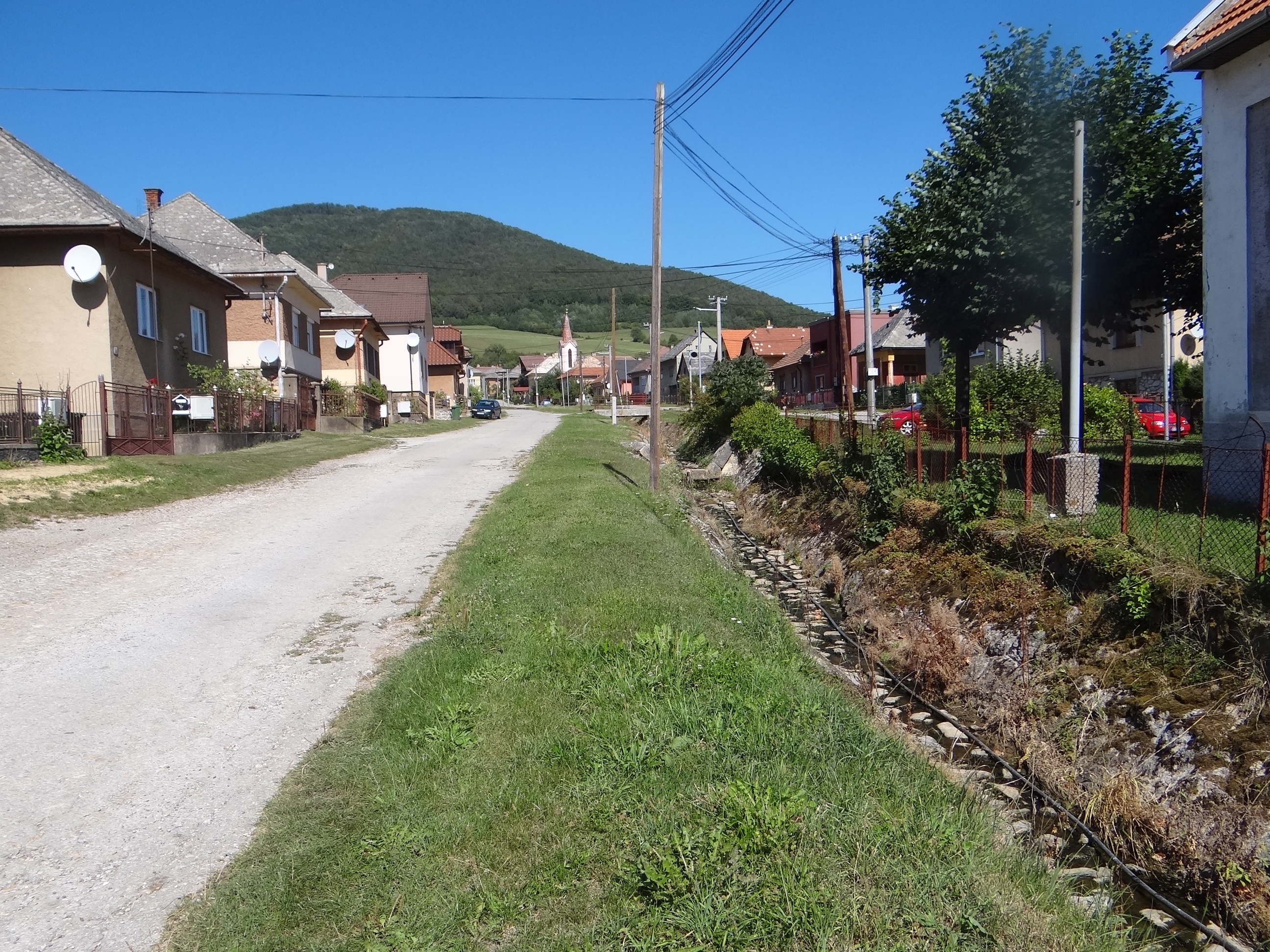
Rudná

Die Gemeinde befindet sich im westlichen Teil des Talkessels Rožňavská kotlina innerhalb des Slowakischen Karstes. Der höchste Punkt ist der nördlich gelegene Berg Turecká mit 953 m n.m. Das Ortszentrum liegt auf einer Höhe von 320 m n.m. und ist vier Kilometer von Rožňava entfernt.
Nachbargemeinden sind Gemerská Poloma und Betliar im Norden, Rožňava im Osten, Brzotín im Südosten, Kružná im Süden sowie Rakovnica und Rožňavské Bystré im Westen.

## Geschichte

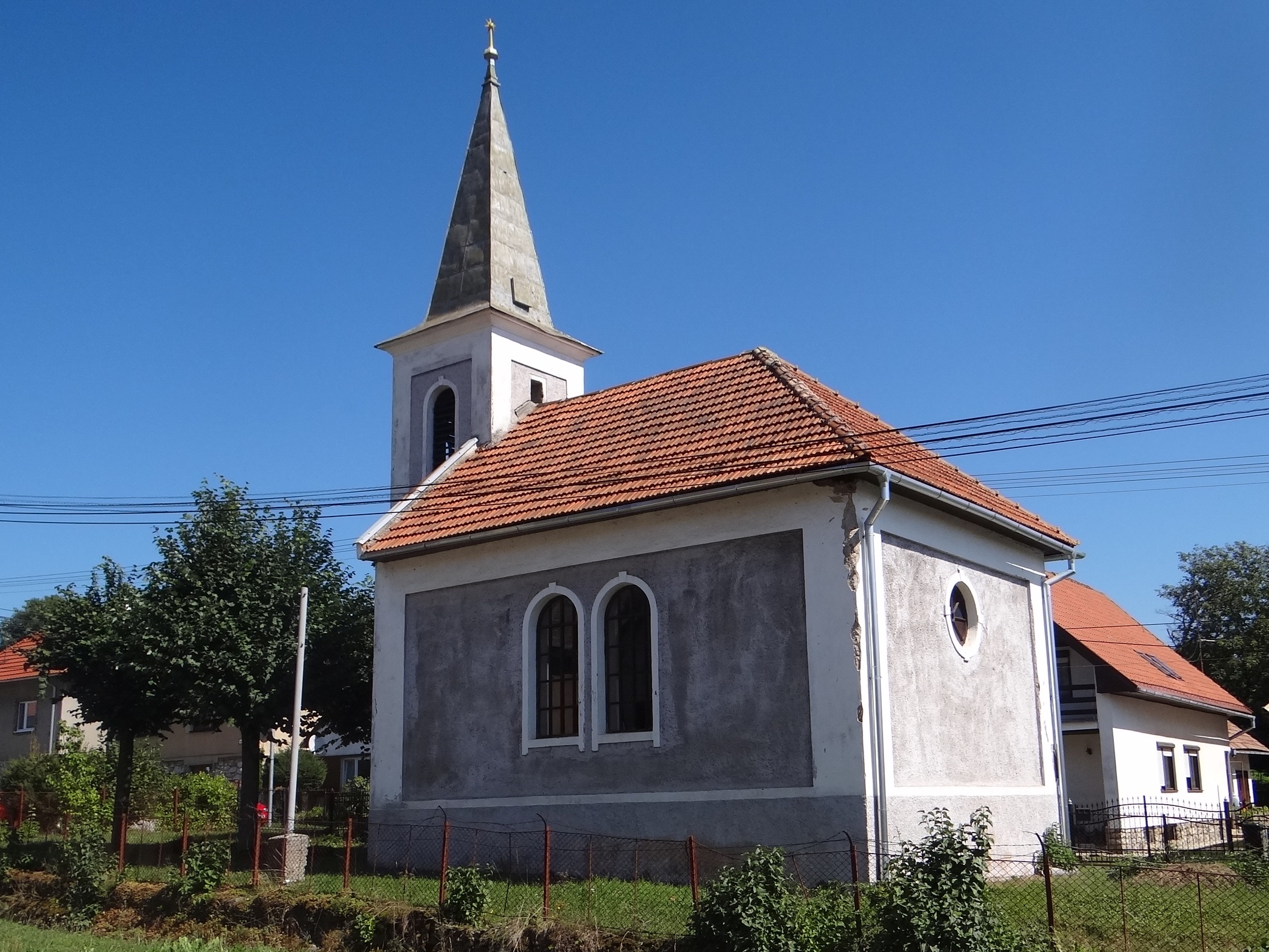
Evangelische Kirche

Rudná wurde 1243 im Herrschaftsgebiet von Brzotín gegründet und wurde zum ersten Mal 1291 als Rodna schriftlich erwähnt. Es handelte sich jahrhundertelang um einen Bergwerkort, in dem im Mittelalter vor allem Gold und Silber, in der Neuzeit Eisen gefördert wurde. 1427 wurden in einem Steuerverzeichnis 17 Porta verzeichnet. 1582 waren die Einwohner gegenüber dem Osmanischen Reich tributpflichtig und wanderten zum Teil aus. 1828 zählte man 61 Häuser und 515 Einwohner, die als Bergleute und Hirten beschäftigt waren.
Bis 1918/1919 gehörte der im Komitat Gemer und Kleinhont liegende Ort zum Königreich Ungarn und kam danach zur Tschechoslowakei beziehungsweise heute Slowakei. 1938 bis 1945 war er auf Grund des Ersten Wiener Schiedsspruchs noch einmal Teil Ungarns.

## Bevölkerung
| Jahr                | 1994 | 2004    | 2014    | 2024    |
| ------------------- | ---- | ------- | ------- | ------- |
| Anzahl der Personen | 759  | 728     | 729     | 703     |
| Unterschied         |      | −4,08 % | +0,13 % | −3,56 % |

| Jahr                | 2023 | 2024    |
| ------------------- | ---- | ------- |
| Anzahl der Personen | 692  | 703     |
| Unterschied         |      | +1,58 % |

Nach der Volkszählung 2011 wohnten in Rudná 745 Einwohner, davon 429 Slowaken, 258 Magyaren, sieben Roma und zwei Tschechen. Ein Einwohner gab eine andere Ethnie an und 48 Einwohner machten keine Angabe zur Ethnie.
211 Einwohner bekannten sich zur römisch-katholischen Kirche, 133 Einwohner zur reformierten Kirche, 112 Einwohner zur Evangelischen Kirche A. B., 13 Einwohner zur evangelisch-methodistischen Kirche, 10 Einwohner zur griechisch-katholischen Kirche und ein Einwohner zu den Zeugen Jehovas; ein Einwohner bekannte sich zu einer anderen Konfession. 200 Einwohner waren konfessionslos und bei 64 Einwohnern wurde die Konfession nicht ermittelt.

## Bauwerke
- evangelische Kirche
- reformierte Kirche
- Glockenturm